# 篠塚英子
篠塚 英子（しのつか えいこ、1942年5月1日 - ）は、日本の経済学者。株式会社小松製作所監査役。専門は労働経済学、金融政策、ジェンダー。お茶の水女子大学名誉教授。女性初の人事官、日本銀行政策委員会審議委員、日本政策金融公庫監査役などを歴任。

## 略歴
- 1942年5月1日、山形県山形市出身。
- 1958年、新潟県立新潟中央高等学校に入学するも、家庭の事情により、同年に東京都立桜町高等学校へ転校。
- 1961年、東京都立桜町高等学校を卒業、武蔵大学経済学部経営学科に入学。
- 1965年、武蔵大学を卒業。
- 1965年、日本経済研究センター入職。
- 1987年、同退職。その後は母校である武蔵大学や立教大学、法政大学などで非常勤講師を務めた。
- 1990年1月、慶應義塾大学より商学博士（論文博士）。論文は「日本の雇用調整 -オイル・ショック以降の労働市場」[1]。
- 1992年、お茶の水女子大学生活科学部人間生活学科助教授。
- 1998年4月1日、同退職、日本銀行政策委員会審議委員就任。
- 2001年3月31日、同満期退任、お茶の水女子大学生活科学部人間生活学科助教授（復職）。
- 2002年、お茶の水女子大学文教育学部人文科学科教授（ジェンダー学の研究並びに指導）。東京放送番組審議委員を歴任するなど、社会的活動も年新に行った。
- 2008年4月、お茶の水女子大学教授を退任、日本司法支援センター（法テラス）理事に就任。
- 2008年10月、日本政策金融公庫社外監査役に就任。
- 2009年4月、人事院人事官に就任。これにともない、法テラス理事と日本公庫社外監査役は退任。
- 2013年3月、任期満了により、人事官を退任。
- 2015年6月、株式会社 小松製作所 外部監査役[2]就任。
- 2016年4月、島根大学監事。
- 2016年6月、ライフネット生命保険社外取締役。

### 受章
- 2013年、瑞宝重光章受章。

## 著書
- 日本の女子労働（東洋経済新報社 1982年）
- 16の消えないシャボン玉（国土社 1984年）
- 新じゃがたら紀行（東洋経済新報社 1985年）
- 日本の雇用調整－オイルショック以降の労働市場（東洋経済新報社 1989年）
- 女性が働く社会（勁草書房 1995年）
- 女性と家族－近代化の実像（讀賣新聞社 1995年）
- 女性リーダーのキャリア形成（勁草書房 2004年）